# Anochetus katonae
Anochetus katonae är en myrart som beskrevs av Auguste-Henri Forel 1907. Anochetus katonae ingår i släktet Anochetus och familjen myror. Inga underarter finns listade i Catalogue of Life.

## Bildgalleri

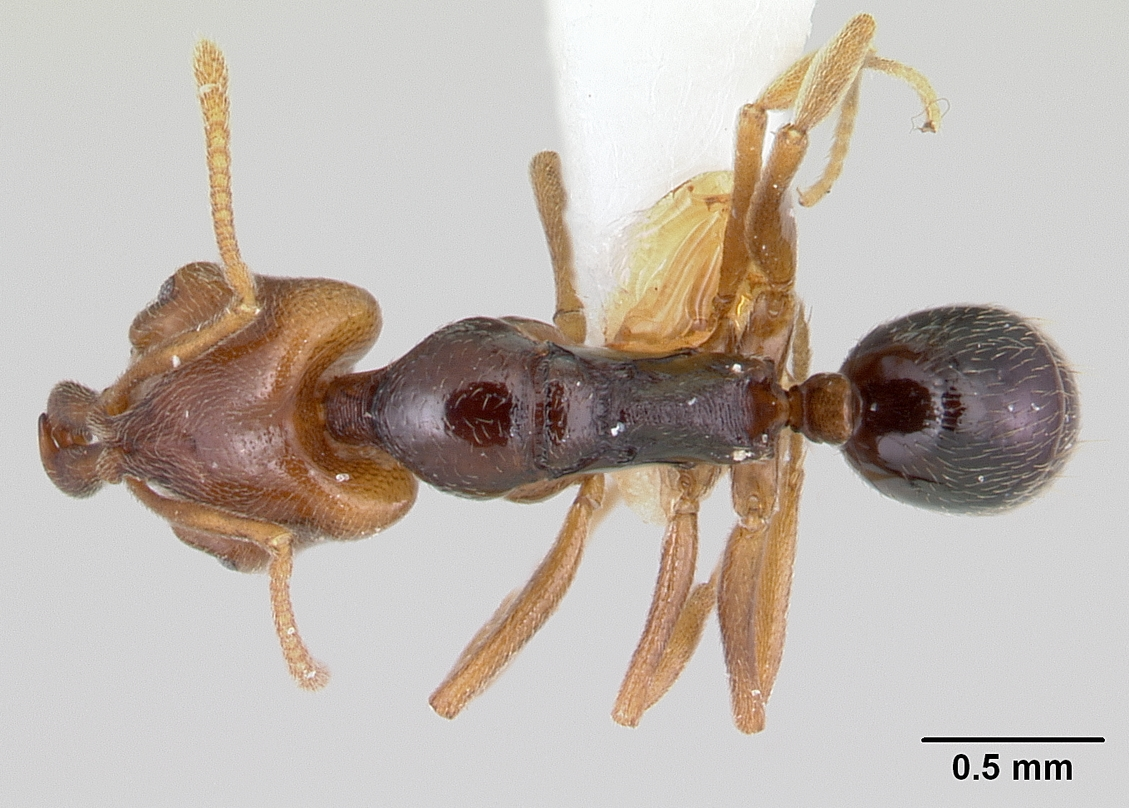
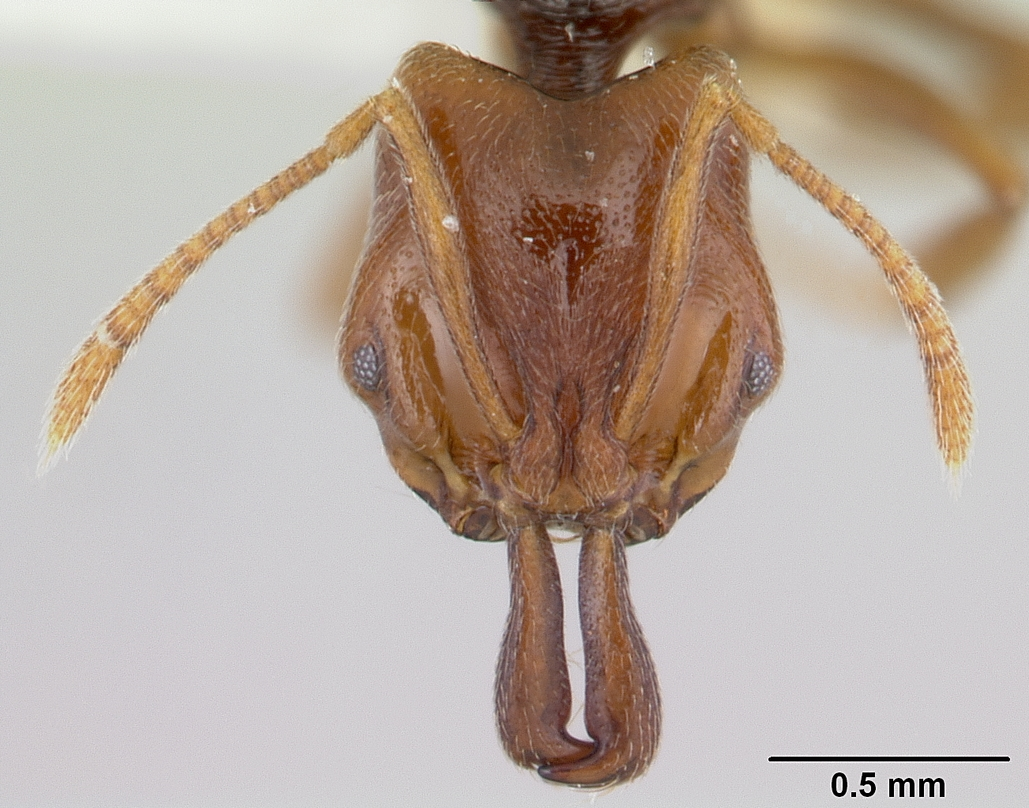
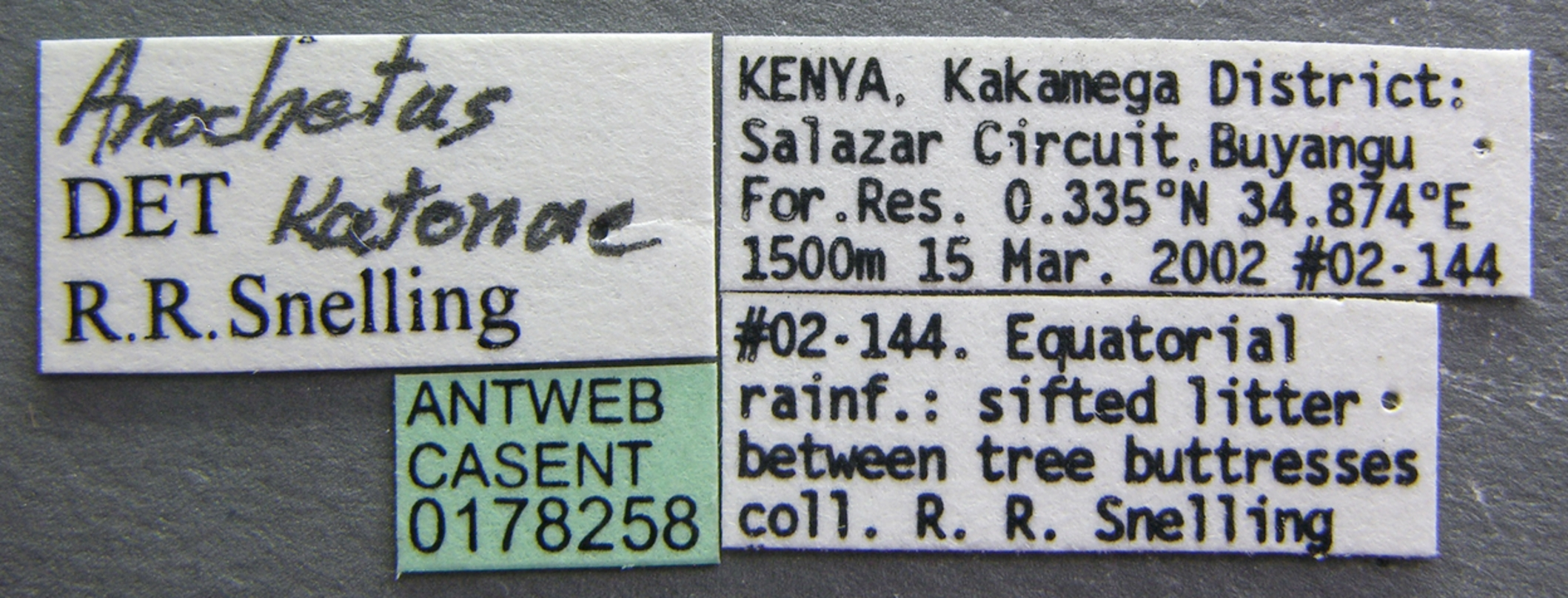
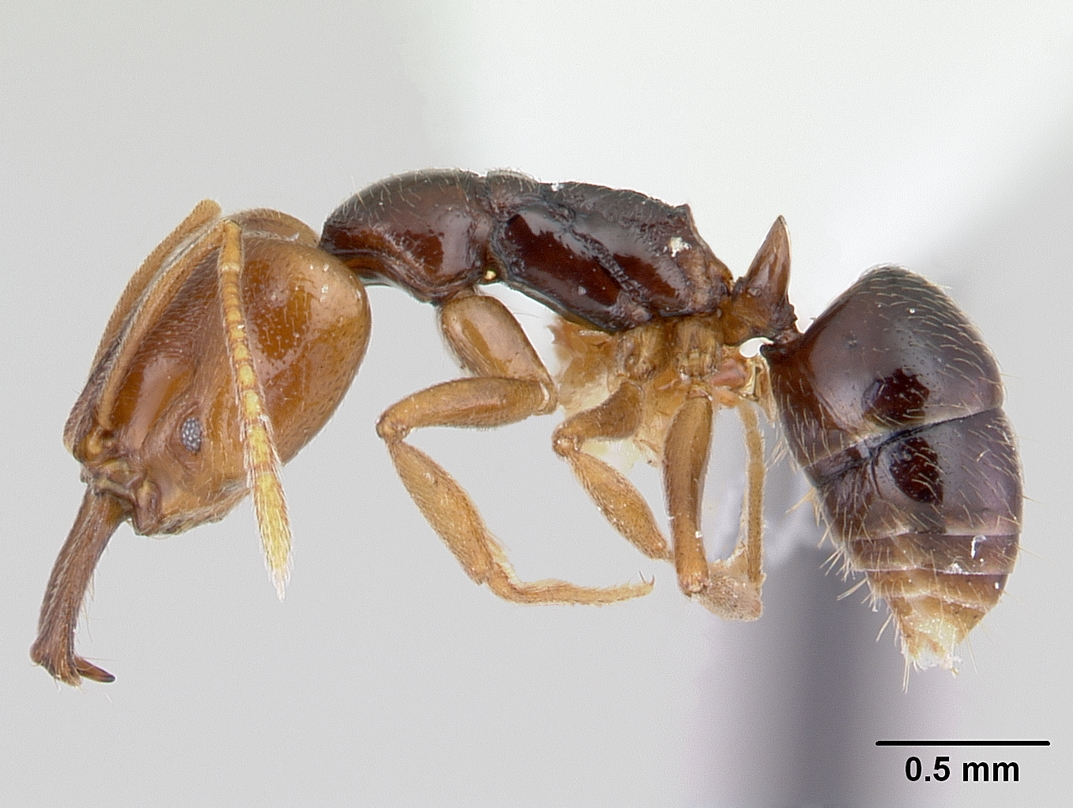
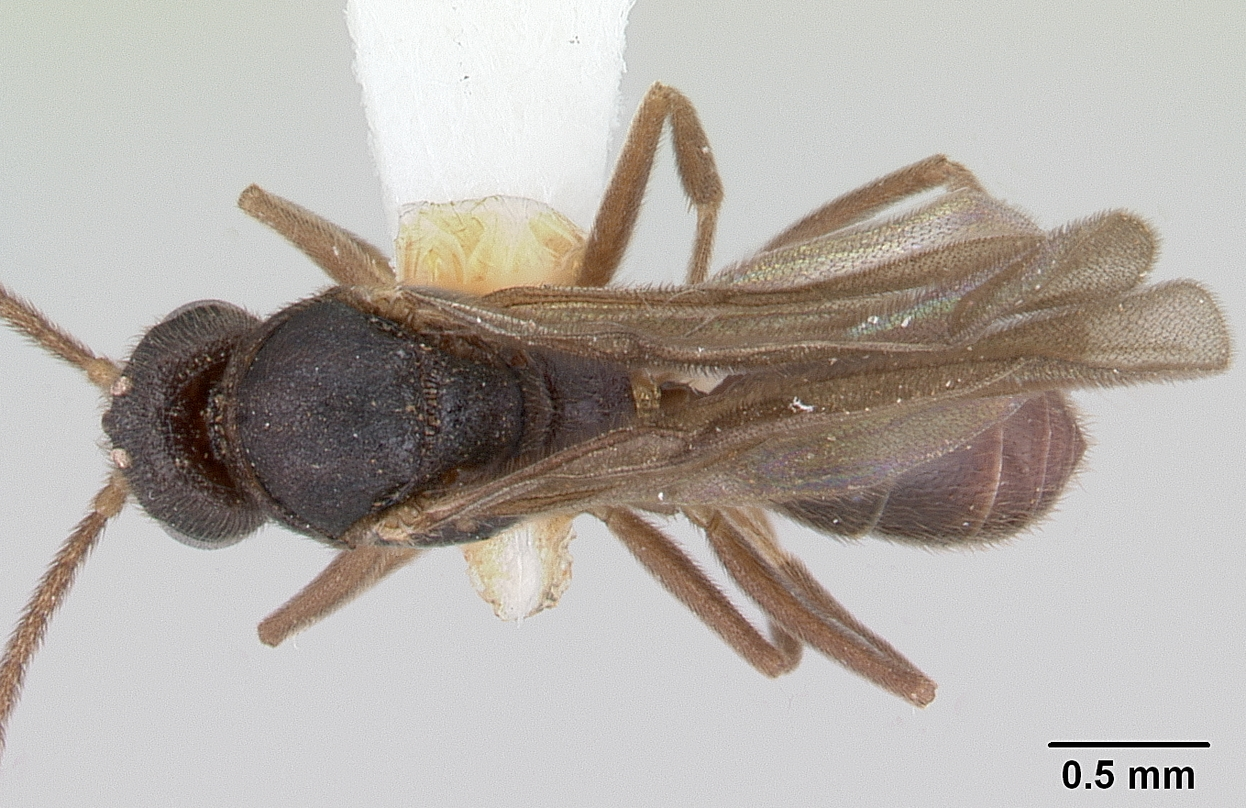
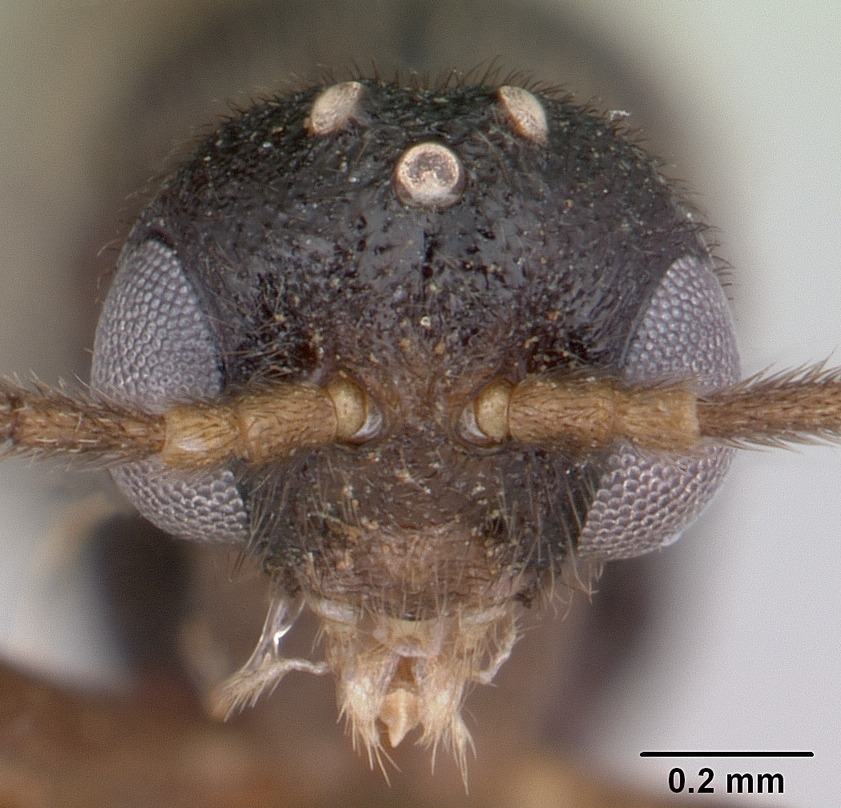